# Epizeuxis quadra
Epizeuxis quadra är en fjärilsart som beskrevs av Ludwig Carl Friedrich Graeser 1888. Epizeuxis quadra ingår i släktet Epizeuxis och familjen nattflyn. Inga underarter finns listade i Catalogue of Life.